# Окконен, Онни
Онни Окконен (фин. Onni Okkonen; 20 августа 1886, Корписелкя, Великое княжество Финляндское, Российская империя — 18 мая 1962, Хельсинки) — финский искусствовед, историк искусства, доктор искусствоведения, Член Академии Финляндии с 1948 по 1956 год, профессор Хельсинкского университета.

## Биография
Родился в Ладожской Карелии. В 1914 году получил степень доктора философии в области искусствоведения. В 1927 году был назначен профессором истории искусств Хельсинкского университета, должность, которую он занимал до 1945 года.
В 1956 году Онни Окконен совершил путешествие в Китай, во время которого он собрал внушительную коллекцию разных эпох китайской истории.
Основными направлениями исследований О. Окконена были искусство Финляндии и итальянское искусство эпохи Возрождения.
Онни Окконен — один из самых выдающихся деятелей финской культуры и искусства в 1920—1930-х годах. Им написано множество научно-популярных книг по всемирной истории искусств. О. Окконен много сделал для того, чтобы независимая Финляндия смогла определить своё место и идентичность на общеевропейском культурном пространстве.
Среди его основных трудов — обзор истории финского искусства «Suomen taiteen historia» (1945), переведенный на английский язык в 1946 году, а также монографии о Вяйнё Аалтонене, Юхо Риссанене и Аксели Галлен-Каллеле.
О. Окконен активно сотрудничал в вопросах искусствоведения с газетой Uusi Suomi.
В 1962 и 1974 годах бывший профессор искусствоведения Онни Окконен передал в дар музею изобразительных искусств в Йоэнсуу свою богатую коллекцию предметов искусств.
О. Окконен также был писателем-фантастом и художником.
с 1937 по 1942 год руководил работой Общества Калевала. Член Академии Финляндии с 1948 по 1956 год.
Похоронен на кладбище Хиетаниеми в Хельсинки.